# Bill Zuill
William Zuill (29 tháng 4 năm 1900 - 1960) là một thủ môn bóng đá đại diện cho New Zealand ở cấp độ quốc tế.
Tại quê hương Anh, ông từng chơi cho Christian Brethren FC trước khi ký hợp đồng với Mossley và chơi sáu trận cho đội trong mùa giải 1923–24. Sau đó, ông di cư đến New Zealand.
Zuill đã thi đấu ba trận cấp độ đấu quốc tế chính thức cho All Whites năm 1933, tất cả đều gặp Úc, trận thua đầu tiên với tỉ số 2–4 vào ngày 5 tháng 6 năm 1933, tiếp theo là trận thua 4–6 và trận thua 2–4 lần lượt vào ngày 17 và 24 tháng 6.